# Parjointco
 (avril 2025).
Motif : Où sont les sources permettant de démontrer l'admissibilité de cette entreprise sur Wikipédia ?
- Archive Wikiwix
- Bing
- Cairn
- DuckDuckGo
- E. Universalis
- Gallica
- Google
- G. Books
- G. News
- G. Scholar
- Persée
- Qwant
- (zh) Baidu
- (ru) Yandex
- (wd) trouver des œuvres sur Wikidata

| 1. | Préciser le motif de la pose du bandeau. | Précisez le motif de la pose du bandeau en utilisant la syntaxe suivante : {{admissibilité à vérifier\|date=avril 2025\|motif=remplacez ce texte par le motif}}                 |
| 2. | Informer les utilisateurs concernés.     | Pensez à avertir le créateur de l'article, par exemple, en insérant le code ci-dessous sur sa page de discussion : {{subst:avertissement admissibilité à vérifier\|Parjointco}} |

Parjointco N.V. est une holding néerlandaise contrôlée conjointement (à 50/50) par la holding Agesca Nederland (qui appartient au milliardaire belge Albert Frère) et par l'entreprise canadienne Power Financial Corporation (qui appartient elle au milliardaire canadien Paul Desmarais).
Elle détient 54,1 % de la holding suisse Pargesa Holding S.A..